# Equinor
Equinor ASA (ex Statoil, OSE:EQNR), là một công ty dầu khí đa quốc gia của Na Uy có trụ sở tại Stavanger, Na Uy. Đây là một công ty xăng dầu tích hợp với hoạt động ở 36 quốc gia. Theo bảng xếp hạng Forbes Global 2000 năm 2022, Equinor là công ty đại chúng lớn thứ 70 trên thế giới. Tính đến năm 2021, công ty có 21.126 nhân viên.
Công ty hiện tại là kết quả của cuộc sáp nhập giữa công ty Statoil và công ty dầu khí Norsk Hydro, một công ty con của Norsk Hydro. Tính đến năm 2017, chính phủ Na Uy là cổ đông lớn nhất của công ty với 67% cổ phần, phần còn lại là cổ phiếu dành cho đại chúng. Quyền sở hữu của công ty được quản lý bởi Bộ trưởng Bộ Dầu mỏ và Năng lượng Na Uy. Trụ sở chính của công ty đặt tại Stavanger. Trong khi đó, trụ sở cho các hoạt động ở nước ngoài của công ty được đặt tại Fornebu, gần Oslo.
Tên gọi 'Equinor' được hình thành vào năm 2018, là một sự kết hợp của từ 'equi', mang ý nghĩa về sự cân bằng và 'nor', thể hiện rằng công ty xuất thân từ Na Uy. Ý nghĩa của tên gọi trước đó của công ty, Statoil, biểu thị rằng công ty là một doanh nghiệp nhà nước.

## Lịch sử
Di sản của Statoil bắt nguồn từ ba công ty dầu mỏ lớn của Na Uy, Statoil, Norsk Hydro, và Saga Petroleum (đã sáp nhập vào Norsk Hydro năm 1999).

### Statoil
Công ty trách nhiệm hữu hạn Den Norske Stats Oljeselskap A/S được thành lập bởi chính phủ Na Uy vào ngày 14 tháng 7 năm 1972 từ một đạo luật được thông qua bởi Nghị viện Na Uy. Công ty được thành lập nhằm đưa Na Uy vào cuộc đua khai thác dầu mỏ trên thềm lục địa, nâng cao năng lực của ngành dầu khí Na Uy, từ đó thiết lập nền tảng cho ngành công nghiệp dầu khí nội địa. Statoil được yêu cầu phải thảo luận những vấn đề quan trọng cùng với Bộ trưởng Bộ Công nghiệp Na Uy, sau này là thảo luận với Bộ trưởng Bộ Dầu mỏ và Năng lượng Na Uy. Statoil cũng được yêu cầu phải báo cáo thường niên trước Nghị viện.
Năm 1973, công ty bắt đầu hoạt động trong lĩnh vực dầu khí. Statoil bắt đầu xây dựng các tổ hợp hóa dầu ở Rafnes và Mongstad vào năm 1980. Năm 1981, Statoil đấu thầu thành công mỏ dầu khí Gullfaks. Từ năm 1987 đến năm 1988, công ty chịu một bê bối lớn, với cái tên bê bối Mongstad, dẫn đến sự ra đi của CEO Arve Johnsen.
Vào những năm 1980, Statoil trở thành công ty dầu khí hợp nhất và bắt đầu xây dựng các cây xăng của riêng mình. Statoil tiến hành mua lại các cây xăng của Norol ở Na Uy và ExxonMobil ở Đan Mạch và Thụy Điển vào năm 1985, các cây xăng ở Ireland cũng được mua lại từ British Petroleum vào năm 1992 và hãng xăng Jet vào giữa những năm 1990, sau đó bán lại cho Topaz Energy vào năm 2006. Statoil cũng tự xây dựng hệ thống các trạm xăng ở Đông Âu và những năm 1990.
Năm 2001, công ty được tư nhân hóa và trở thành công ty trách nhiệm hữu hạn đại chúng, sau đó được niêm yết trên cả Sàn giao dịch chứng khoán Oslo và Sàn giao dịch chứng khoán New York (NYSE). Cũng trong thời gian này, công ty được đổi tên thành Statoil ASA. Vào thời điểm đó, nhà nước nắm giữ 81,7% cổ phần. Những năm 2004 và 2005, công ty được tư nhân hóa hơn nữa, lúc này lượng cổ phiếu nhà nước nắm giữ giảm xuống còn 70,9% cổ phần.

### Công ty dầu khí Hydro
Năm 1965, công ty Hydro, cùng Elf Aquitaine và sáu công ty Pháp khác, thành lập công ty Petronord với mục tiêu thăm dò dầu khí ở Biển Bắc. Hydro sớm trở thành một công ty lớn trong ngành dầu khí ở khu vực Biển Bắc, đồng thời vận hành rất nhiều mỏ dầu khí khác.
Cuối những năm 1980, Hydro thu mua các trạm xăng dầu của Mobil ở Na Uy, Thụy Điển và Đan Mạch.
Năm 1995, Hydro sáp nhập các trạm xăng của mình ở Thụy Điển và Đan Mạch với Texaco, thành lập liên doanh HydroTexaco, sau đó bị bán lại cho tập đoàn Reitangruppen của Na Uy.
Năm 1999, Hydro thu mua công ty Saga Petroleum, công ty có vai trò quan trọng trong ngành thăm dò và sản xuất dầu khí (E&P) ở Na Uy và Vương Quốc Anh.

### Sáp nhập
Năm 2006, hai doanh nghiệp Hydro và Statoil đã có kế hoạch sáp nhập hai công ty lại với nhau. Kế hoạch sáp nhập sớm được Liên minh châu Âu thông qua vào ngày 3 tháng 5 năm 2007  và Nghị viện Na Uy vào ngày 8 tháng 6 năm 2007. Theo kế hoạch sáp nhập, các cổ đông của Statoil sẽ nắm giữ 67,3% cổ phần của công ty và phần còn lại thuộc về cổ đông của Hydro. Trong đó, chính phủ Na Uy nắm giữ tổng cộng 67% cổ phần. Jens Stoltenberg, thủ tướng Na Uy khi đó nhận xét rằng cuộc sáp nhập như một cuộc khởi đầu cho một trang sử mới, kiến tạo nên một công ty năng lượng toàn cầu và củng cố năng lực của ngành dầu khí Na Uy.
Tại thời điểm cuộc sáp nhập diễn ra, doanh nghiệp cổ phần mới được thành lập chưa có một cái tên chính thức. StatoilHydro được sử dụng như một cái tên tạm thời cho các hoạt động của doanh nghiệp. Trong đại hội cổ đông diễn ra vào tháng 5 năm 2009, doanh nghiệp đã đề xuất trở lại với cái tên Statoil ASA và sau đó đã thực hiện thay đổi thương hiệu vào ngày 2 tháng 11 năm 2009.
Ban đầu, chính phủ Na Uy sở hữu 62,5% cổ phần của công ty. Vào năm 2001, nghị viện Na Uy đề xuất với mục tiêu về việc tăng sở hữu cổ phần của chính phủ ở Statoil lên mức 67% và chính phủ đã đạt được mục tiêu vào năm 2009.
Vào ngày 15 tháng 3 năm 2018, tại đại hội cổ đông, Statoil thông báo đổi tên doanh nghiệp sang tên Equinor.

## Các hoạt động

### Thăm dò và khai thác dầu khí
Equinor là nhà sản xuất và khai thác dầu khí lớn nhất trên thềm lục địa Na Uy, chiếm khoảng 60% tổng sản lượng trên vùng biển này. Ngoài ra, Equinor còn vận hành nhiều mỏ dầu và mỏ khí ở các quốc gia khác như Algeria, Angola, Azerbaijan, Brazil, Canada, Libya, Nga, Nigeria, Mỹ, Trung Quốc, Úc và Venezuela. Bên cạnh đó, Equinor cũng có nhiều văn phòng khác để tìm kiếm những mỏ dầu khí tiềm năng ở Mexico, Qatar và UAE. Equinor có rất nhiều tổ hợp lọc hóa dầu ở trong nước cũng như ở một số quốc gia như Bỉ, Đan Mạch, Đức và Pháp.

### Xây dựng đường ống
Equinor tham gia vào các dự án đường ống từ thềm lục địa Na Uy tới Tây Âu và dự án đường ống Baku-Tbilisi-Ceyhan nối liền dãy Caucasus.

### Năng lượng gió
Equinor đang vận hành nhà máy điện gió nổi trên mặt nước đầu tiên trên thế giới ở Hywind, Scotland. Bên cạnh đó, Equinor nắm giữ 25% cổ phần nhà máy ven biển Arkona, ngoài khơi ở Đức, 40% cổ phần ở nhà máy ven biển ở bãi cạn Sheringham, hạt Norfolk, Vương Quốc Anh và 50% cổ phần các nhà máy ven biển Bałtyk Środkowy II và Bałtyk Środkowy III ở Ba Lan.

### Trạm xăng dầu
Doanh nghiệp từng điều hành một số trạm xăng dầu với thương hiệu Statoil và một số trạm xăng với tên Ingo ở Đan Mạch và Thụy Điển.
Tháng 9 năm 2007, Statoil hoàn tất việc chuyển nhượng các trạm xăng dầu ở Bắc Âu của công ty Jet, sau này đổi lại với thương hiệu Ingo vào năm 2014.
Sau khi sáp nhập công ty Norsk Hydro vào năm 2007, 118 trạm xăng với thương hiệu Hydro và Uno-X ở Thụy Điển cùng 40 trạm xăng Jet ở Na Uy được chuyển nhượng cho công ty Phần Lan St1.
Năm 2010, phần hạ nguồn của công nghiệp dầu khí được tách ra thành một công ty con, Statoil Fuel & Retail.
Năm 2012, công ty Canada Alimentation Couche-Tard đồng ý mua lại công ty với giá 2,8 tỷ USD. Năm 2016, các trạm xăng được đổi tên thành Circle K.

## Tranh cãi và bê bối

### Bê bối Mongstad
Tháng 11 năm 1987, các thành viên của hội đồng quản trị lần lượt từ chức vì dự án tổ hợp lọc hóa dầu ở Mongstad bị đội vốn 780 triệu USD.

### Biểu tình dự án mỏ khí Corrib
Equinor, cùng với công ty Shell, đã lên kế hoạch cho việc khai thác mỏ khí thiên nhiên Corrib ở hạt Mayo, Ireland từ năm 2004. Một số người dân đã phản đối kế hoạch này vì cho rằng họ đã không được chất vấn về kế hoạch này và dự án gây nên mối nguy hiểm. Mùa hè năm 2005, 5 người đàn ông ở Rossport đã bị bắt giữ với lý do chống lại quyết định phiên tòa ngăn cấm việc cản trở dự án từ trước đó. Vụ việc này đẩy tới một cuộc biểu tình lớn phản đối dự án. Tháng 11 năm 2021, Equinor thoái vốn, bán toàn bộ 36,5% cổ phần cho công ty năng lượng Vermilion với giá 434 triệu USD.

### Hối lộ ở Iran
Trong những năm 2002 đến năm 2003, Statoil đã thông qua một công ty dịch vụ tư vấn ở Iran có tên Horton Investments, được sở hữu bởi Mehdi Hashemi Rafsanjani, con trai của cựu Tổng thống Hashemi Rafsanjani để đấu thầu các hợp đồng dầu mỏ béo bở ở Iran. Để giành được các hợp đồng đó, Statoil, thông qua Horton Investments, đã trả số tiền khoảng 15,2 triệu dollar nhằm hối lộ các nhân vật chính trị ở Iran. Ngày 3 tháng 9 năm 2003, vụ việc hối lộ của Statoil bị phanh phui bởi một tờ báo Na Uy. Trong năm 2006, công ty đã chấp nhận mức phạt 10.5 triệu USD vì vi phạm Đạo luật Thực tiễn Tham nhũng Nước ngoài của Hoa Kỳ.

### Dự án ở Biến Bắc
Tháng 3 năm 2011, Statoil ngưng hai dự án khai thác dầu khí ở Biển Bắc và sa thải hàng ngàn nhân viên vì khoản thuế 2 tỉ Bảng phải đóng cho chính phủ Anh trong dự án.

### Các hành vi vi phạm đạo lí
Năm 2012, công ty đầu tư Ecclesiastical của Anh thông báo họ thoái vốn khỏi Statoil, sau khi nhận thức thấy các vi phạm đạo lí liên quan tới dự án cát dầu Athabasca.

### Bắc Cực
Năm 2012, Equinor ký kết hợp đồng thăm dò với Rosneft. Tháng 6 năm 2014, vào thời hạn kết thúc 12 tháng thăm dò trong hợp đồng Castberg, Equinor tuyên bố đã hoàn thành cuộc thăm dò và tìm thấy ít trữ lượng dầu mỏ ít hơn mong đợi. Dự án khai thác dầu mỏ bị gác lại để các bên liên quan đánh giá lại tính khả thi của dự án và tìm giải pháp cắt giảm chi phí sản xuất.

### Vịnh Đại Úc
Cuối những năm 1960, các dự án thăm dò dầu khí trên Vịnh Đại Úc bắt đầu đi vào hoạt động. Khoảng từ năm 2016, các doanh nghiệp lớn trong ngành dầu mỏ như BP, Chevron và Statoil/Equinor đề xuất một kế hoạch khoang giếng thăm dò ở khu vực phía nam của vịnh từ 2017 trở đi. Ngày 11 tháng 10 năm 2016, BP rút khỏi dự án với lý do dự án không đủ tính cạnh tranh và không gắn liền với mục tiêu chiến lược của doanh nghiệp. Đề xuất thăm dò dầu khí ở vùng Vịnh cũng vấp phải rất nhiều sự quan tâm của dư luận. Một hiệp hội bảo tồn động vật hoang dã của Úc đã bày tỏ sự quan ngại với sự rò rỉ của dầu trong trường hợp xấu nhất sẽ gây ra những tác động thảm khốc với vùng bờ biển phía Nam của Úc. Thượng viện Úc đã thành lập một Ủy ban điều tra về sản xuất dầu khí tại vịnh Đại Úc vào ngày 22 tháng 2 năm 2016. Ủy ban đã được tái lập vào ngày 13 tháng 9 năm 2016 sau cuộc bầu cử liên bang Úc. Tháng 10 năm 2017, Chevron thoái lui khỏi dự án. Tháng 2 năm 2020, Equinor cũng rút lui với lý do lợi nhuận.

## Liên kết ngoài

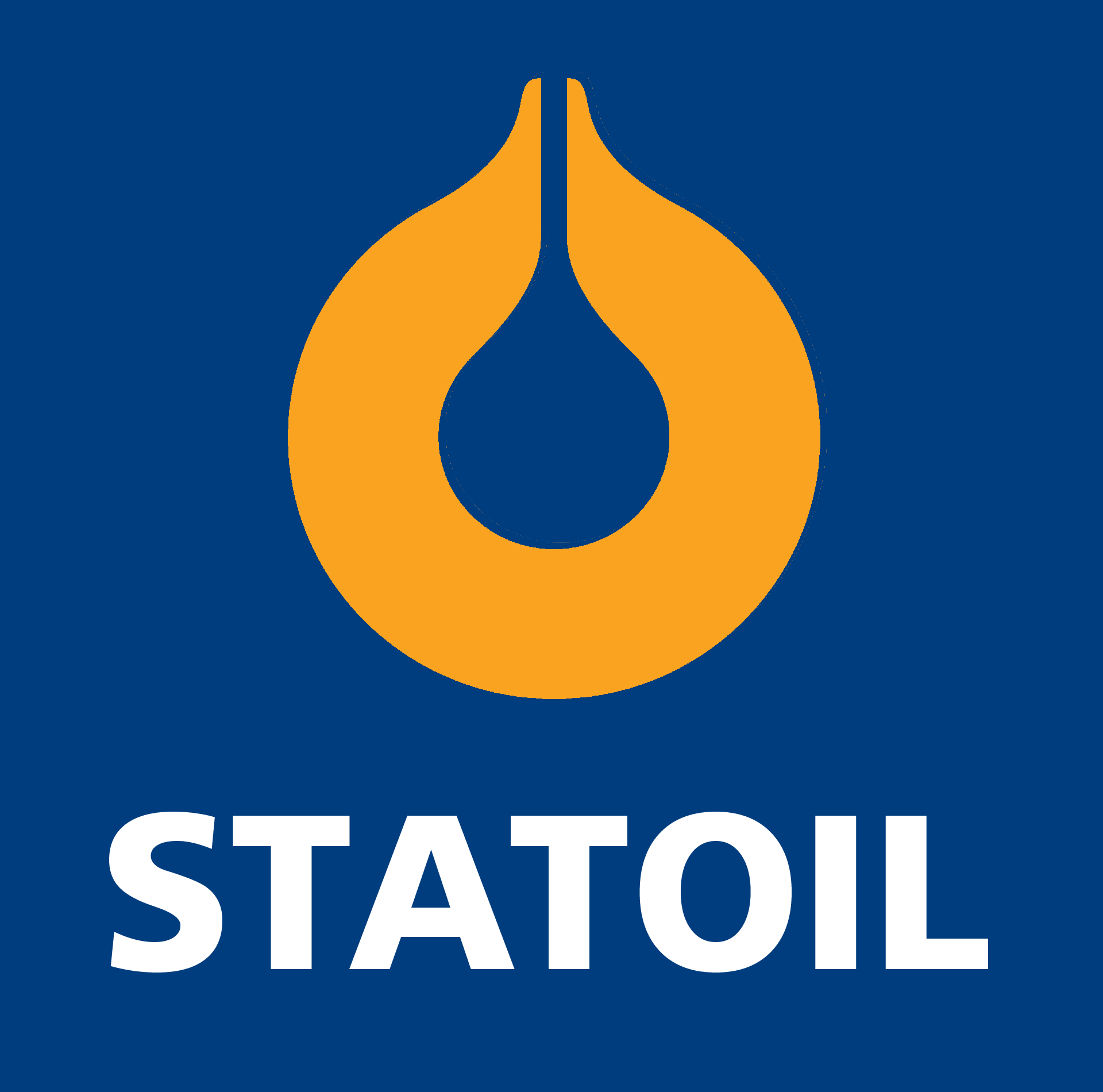
Biểu tượng cũ. Logo này vẫn được sử dụng bởi Statoil Fuel & Retail (được bán cho Alimentation Couche-Tard vào năm 2012) và được thay thế bởi thương hiệu Circle K vào năm 2016.